# Erna Hamburger

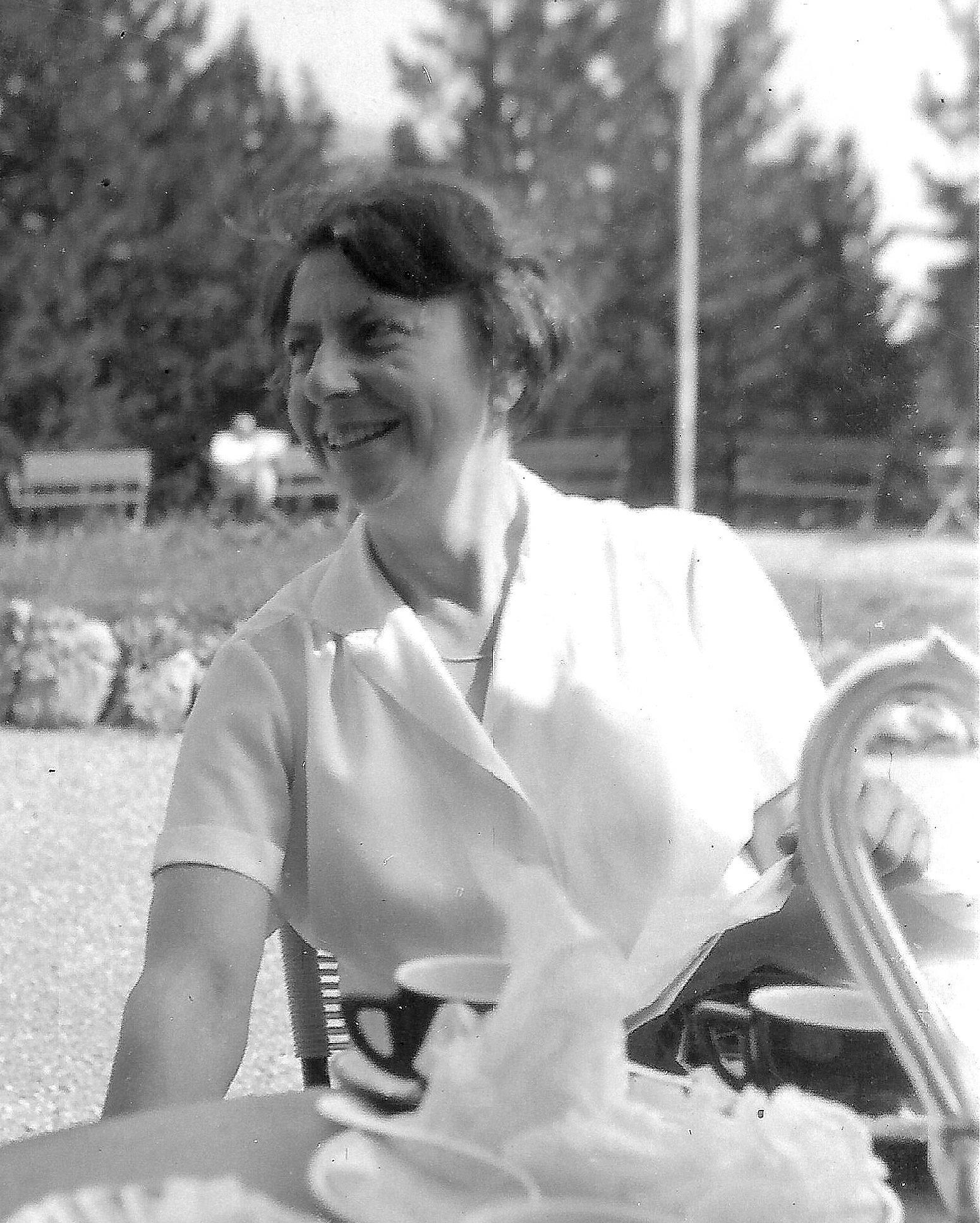
Erna Hamburger (1962)

Erna Hamburger (* 14. September 1911 in Ixelles, Belgien; † 16. Mai 1988 in Lausanne, Schweiz) war eine Schweizer Elektroingenieurin und Hochschullehrerin. Als erste Frau erhielt sie 1968 einen Lehrstuhl an der Eidgenössischen Technischen Hochschule Lausanne (EPFL/ETHL).
Der Erna-Hamburger-Preis wird seit 2006 vergeben.

## Leben
Erna Hamburger war die Tochter von Frédéric Hamburger und Else geb. Müller. Ihr Vater war Elektroingenieur und promovierter Physiker. Sie besuchte Mittelschulen in Kissingen und Lausanne. An der École d’ingénieurs de l’Université de Lausanne (heute EPFL/ETHL) erhielt sie 1933 das Diplom als Elektroingenieurin und absolvierte 1936 ihr Doktorat (Dr. sc. techn.). Als Deutsche erhielt sie 1934 in Borex die Heimatberechtigung. Anschliessend an das Doktorat arbeitete sie am Institut für Technische Physik (AfiF) der ETH Zürich unter der Leitung von Fritz Fischer an Hochfrequenzschaltungen.
Hamburger war in verschiedenen Firmen tätig, darunter bei der Paillard SA, und beim Schweizer Militär. Im Jahr 1952 wurde ihr die Leitung des Labors für Elektrotechnik an der École polytechnique de l’Université de Lausanne (EPUL, seit 1969 EPFL/ETHL) übertragen. Die Leitung behielt sie inne, nachdem sie fünf Jahre später zur ausserordentlichen Professorin berufen wurde. Ihre Berufung als erste ordentliche Professorin im ETH-Bereich erfolgte 1967. Von 1968 bis 1979 leitete sie als erste Frau einen Lehrstuhl für Elektrotechnik an der Eidgenössischen Technischen Hochschule Lausanne (EPFL, bis 1969 EPUL).
Hamburger hatte eine Reihe von Ehrenämtern inne. Sie war Präsidentin der Vereinigung der Waadtländer Akademikerinnen und Vizepräsidentin der Akademikerinnenvereinigung International Federation of University Women (IFUW). In der Schweiz war sie Präsidentin des Schweizerischen Verbands der Berufs- und Geschäftsfrauen, der technischen Kommission des Schweizerischen Instituts für Hauswirtschaft in Zürich und der Stiftung Technorama.
Hamburger war ledig und protestantisch.

## Ehrung
Die Universität Lausanne (UNIL) benannte 2003 ihr grösstes Auditorium nach Erna Hamburger.

## Stiftungen

### Erna-Hamburger-Stiftung
Die 1989 gegründete Erna-Hamburger-Stiftung fördert das Postgraduiertenstudium von Frauen im Kanton Waadt.

### Erna-Hamburger-Preis
Die EPFL-WISH-Stiftung (Women in Science and Humanities Foundation), die von Professorinnen der EPF Lausanne gegründet wurde, soll die Forschung von Frauen an der EPFL fördern. Sie vergibt unter anderem jedes Jahr den Erna-Hamburger-Preis, der die beispielhafte Karriere einer Frau im wissenschaftlichen Bereich auszeichnet.
Preisträgerinnen:
- 2006: Julia Higgins, Ingenieurin
- 2007: Christiane Nüsslein-Volhard, Biologin und Nobelpreisträgerin 1995
- 2008: Frances E. Allen, Informatikerin
- 2009: Kazuyo Sejima, Architektin und Pritzker-Preisträgerin
- 2010: Lisa Randall, Physikerin
- 2011: Ada Yonath, Biologin und Nobelpreisträgerin 2009
- 2012: Felicitas Pauss, Physikerin
- 2013: Julia King, Ingenieurin
- 2014: Esther Duflo, Ökonomin
- 2015: Jill Farrant, Biologin
- 2016: May-Britt Moser, Neurowissenschaftlerin und Nobelpreisträgerin 2014
- 2017: Mary O’Kane, Ingenieurin
- 2018: Jennifer Widom, Ingenieurin und Informatikerin
- 2019: Antje Boetius, Meeresbiologin